# 吉兒·范倫廷
吉兒·范倫廷（香港和台湾官方译为）是《生化危機》系列中的其中一個角色，出現於《生化危機》、《生化危機3》、《生化危機：安布雷拉編年史》、《生化危機5》和《生化危機 啟示》。
电影《生化危机2：启示录》由英国女演员西耶娜·盖尔利所饰演。

## 人物
為S.T.A.R.S. A隊（Alpha Team）中的一位女性，是一位解锁專家，常用槍枝為Px4。Playstation的初代游戏视频（片头片尾）由演員「烏娜·卡凡納」（Una Kavanagh）飾演。

## 經歷

### 生化危机
由於和B隊（Bravo Team）失去聯絡，吉兒與他的搭擋克里斯·雷德菲爾（Chris Redfield）前往阿克雷山區附近的森林。但是A隊（Alpha Team）抵達不久，便被T病毒感染的殭屍犬襲擊，最後只剩吉兒、克里斯、巴瑞·巴頓（Barry Burton）和亞伯·威斯卡（Albert Wesker）。之後他們逃進了一間洋館，但發現了洋館裡到處都是殭屍和怪物，吉兒還發現洋館底下有間地下研究室，也得知S.T.A.R.S裡有人是叛徒，後來吉兒發現威斯卡就是叛徒，他其實是潛伏到S.T.A.R.S的保護傘的員工，而威斯卡放出了致命的生化兵器（B.O.W.）“暴君”（Tyrant）。但暴君殺了威斯卡後，系統開啟自動引爆裝置，而暴君接著攻擊吉兒。後來吉兒與克里斯和巴瑞逃至直升機的降落台，暴君卻追過來，最後他們用火箭炮打敗暴君，逃離了洋館。在官方小说里表示她是一名盗贼的女儿，从而有高超的开锁技能。

### 生化危机3
吉兒於惡靈古堡的洋館事件後，一直調查有關保護傘公司的地下業務。但過了不久，整個浣熊市爆發了T病毒外洩而感染了所有民眾。雖然浣熊市警察局（R.P.D.）出動了所有人力與武器在警局附近架起了路障設法擋住殭屍，但最後還是被突破。保護傘公司也派出了他們的部隊-保護傘生物災害對策部隊（Umbrella Biohazard Countermeasure Service，簡稱UBCS）以支援浣熊市警察，但最後也幾乎全軍覆沒。
在原版遊戲一開始吉兒就被殭屍追，但她之後擺脫殭屍了，她走進一家店裡遇到了布萊德（Brad Vickers），但布萊德最後跑走了而吉兒追過去，最後追到浣熊市警察局。抵達浣熊市警察局後，生物武器追跡者（Nemesis）出現並殺了布萊德，但吉兒順利的逃脫了。爾後，她遇到了UBCS隊員卡洛斯·奧利維拉（Carlos Oliveira），兩人後來搭火車至市政府想搭乘直升機逃脫，雖然中途追跡者追上火車，但是UBCS隊長米海爾（Mikhail Victor）犧牲自己的性命，用手榴彈打走了追跡者。之後吉兒聽了尼可來（Nicholai Ginovaef）的發現安布雷拉公司派UBCS部隊進入浣熊市收集資料，但卻只有尼可來知道此事。儘管如此，吉兒與卡洛斯還是抵達市政府發送信號，直升機也看到信號而趕去救援，但追跡者又再次出現，並拿著火箭筒將直升機打下來。後來吉兒被T病毒感染，玩家這時就要操作卡洛斯去取得解藥，當卡洛斯取得解藥解毒吉兒後，兩人繼續尋找逃走方式。最後他們找到了一架直升機，兩人搭乘直升機並離開了浣熊市，最後政府也用核彈炸毀了浣熊市。
在重製版的劇情中，因暗中調查保護傘而被局長停職的吉兒原本打算在9月30號離開拉昆市，在28號晚上突然接到布萊德的電話，在對方警告吉兒危險時突然被一個以暴君T-103為原型改良的生化兵器追擊者襲擊。吉兒順利逃脫後來到大街上與布萊德會合，隨後兩人逃離時被殭屍襲擊，布萊德不幸被咬傷，自知無救的布萊德犧牲自己為吉兒斷後，但沒多久吉兒再次被追擊者襲擊，幸好隸屬UBCS的卡洛斯突然出現用火箭筒打退了追擊者，雖然吉兒對卡洛斯的身份極度不滿，但依然與他來到地鐵站與卡洛斯的上司米海爾會面。
吉兒與米海爾達成協議，由她去啟動發電機來讓地鐵運轉將生還者送出城外，期間吉兒也與肯多武器店的老闆羅伯特·肯多碰面，本來吉兒邀約他搭地鐵逃離，但是肯多表示他另有安排於是婉拒好意，吉兒也碰上與卡洛斯同樣隸屬UBCS的尼可來，而對他不分青紅皂白將沒感染的人射殺感到厭惡。在吉兒啟動發電機後讓地鐵成功運轉後，吉兒與米海爾將部分倖存者送離此地，但是追擊者入侵火車又將車上的倖存者全部殺害，尼可來又斷絕米海爾與吉兒的後路，米海爾引爆炸彈與追擊者同歸於盡，地鐵翻覆後僥倖生存的吉兒立即聯繫卡洛斯並報備尼可來留下他們去送死一事，但同樣生還的追擊者又再次追上來，追擊者雖然重創卻進化成第二形態，經過一番苦戰，雖然打倒了追擊者，吉兒也不幸中了T病毒，幸好卡洛斯與搭檔泰雷爾即時找到疫苗並替吉兒施打。
10月1號，痊癒的吉兒在醫院碰上負責照顧她的泰雷爾，並在泰雷爾的口中得知美國政府打算用核彈炸毀拉昆市，但如果有疫苗就能延緩期限，而卡洛斯已經先行一步，於是兩人前往秘密研究所並成功製作疫苗時再次碰上追擊者，雖然吉兒掙脫但是泰雷爾被追擊者殺害，而尼可來乘機搶走吉兒的疫苗打算搭乘直升機逃離，卡洛斯突然出現制止對方，疫苗也被尼可來打壞，在吉兒和卡洛斯制服尼可來後兩人搭乘直升機逃離，並丟下尼可來讓他與拉昆市一同被摧毀。

### 生化危机5
作中一開始穿斗篷戴面具掩蓋真面目，後来證實了正是被威斯卡抓走並失去記憶，之後因體内病毒變異而獲得高超體能的吉兒。當時吉兒與克里斯追捕史賓塞後卻遇見威斯卡，與他交戰失敗後，吉兒為了保護被威斯卡抓住的克里斯並在威斯卡即將痛下殺手的那一刻與威斯卡一同墜下山崖但未死亡。被威斯卡救後交給艾克賽菈·基歐妮。他在吉兒胸前裝上控制器以控制吉兒的意識迫使她聽從命令，並將吉兒派往非洲吉鳩就（Kijuju）鎮上協助並監視三聯（Tricell）非洲分公司負責人兼生化兵器黑市商人里卡德·亞文。直到克里斯和席娃追捕里卡德來到吉鳩就之前，吉兒在病毒控制下一直作為里卡德的專人保鏢和私人秘書的身份工作。在遺跡裡吉兒和威斯卡與克里斯會面後，克里斯與席娃合力拔掉她胸前的控制器才恢復意識，恢復意識後的吉兒先是道歉然後吩咐克里斯倆人儘快去追擊威斯卡阻止他毀滅世界的計劃，最後與BSAA西非分部隊長喬休突破馬吉尼（Majini）的包圍後乘坐直升機離開，並為克里斯與威斯卡最終決鬥提供了火箭炮支援。

### 生化危机 启示录
《生化危机：启示》發生於《生化危机5》前，生化恐怖主義安全評估聯盟（Bioterrorism Security Assessment Alliance，簡稱BSAA）成員克里斯·雷德菲爾（Chris Redfield）與潔西卡前往郵輪潔諾比亞女王號（Queen Zenobia）調查與灰獵犬（Veltro）有關的事件，但二人在發出最後訊號後失去聯絡。因此聯盟主席克萊夫·R·奧布萊恩（Clive R O'Brian）遂派遣吉兒·范倫廷（Jill Valentine）與帕克尋找二人下落。

## 电影
電影从《生化危机2：启示录》开始由英國女演員西耶娜·盖尔利飾演，但被批评与游戏版的角色不同。

### 生化危机2：启示录
吉兒一開始衝進警局，開槍解決了許多殭屍，後來她跟培頓、女記者泰莉一同行動，在教堂被殭屍攻擊時被騎著摩托车的艾莉絲所救，後來在前往救援安琪拉（艾胥佛博士的女兒）的途中被復仇邪神埋伏，培頓死亡。到了浣熊市國中，泰莉被变成僵尸的学生围攻而死，并且巧合的是攻击全程都被自己携带的摄像机拍了下来。吉兒則是成功找到安琪拉並予以保護，跟後來會合的艾莉絲、LJ等人前往直升機，卻遭到保護傘公司的埋伏，她在艾莉絲與追跡者打鬥時解開束縛，制服保護傘士兵，與艾莉絲等人上了直升機。但是直升機卻因為核彈的衝擊波墜毀，但是機上人員全數生還，後來吉兒等人前往位于底特律的保護傘大樓，將被困的艾莉絲接走。

### 生化危机4：陰陽界
在第四集片尾，吉兒因為被保護傘公司利用而失去記憶，前往鎮壓「亞凱地」。
发型由黑色短发变为黄色长发。

### 生化危机5：天譴日
第五集時同樣是被控制的狀態，艾莉絲跟她對打時差點喪命，千鈞一髮之際，艾莉絲將吉兒身上的洗腦裝置拔了下來，後來吉兒跟艾莉絲、里昂、艾達等人一同行動。